# فيونا باتون
فيونا باتون هي كاتِبة كندية، ولدت في 1962 في كالغاري في كندا.